# Astiosoma lineatum
Astiosoma lineatum is een vliegensoort uit de familie van de Asteiidae. De wetenschappelijke naam van de soort is voor het eerst geldig gepubliceerd in 1915 door Aldrich.